# Хазмофиты
Хазмофи́ты, хасмофи́ты (от др.-греч. χάσμα (chásma) — «зияние, глубокая расселина» и φυτόν (phyton) — «растение») — растения, приспособленные к жизни на каменистых субстратах (камнях) и в расщелинах скал.
В большинстве случаев хазмофиты имеют длинные корни, проникающие глубоко в расщелины между камнями и щебнем, где сосредоточены частицы мелкозёма. Они характеризуются высокой устойчивостью к жёсткому водно-температурному режиму, недостатку влаги и питательных веществ в среде. В экологическом отношении хазмофиты играют роль пионерных видов, осваивающих мало пригодные для большинства видов местообитания. Типичными их представителями являются камнеломка, можжевельник, скальные формы дуба, бука, сосны. Все хазмофиты относятся к литофитам.